# هوادار

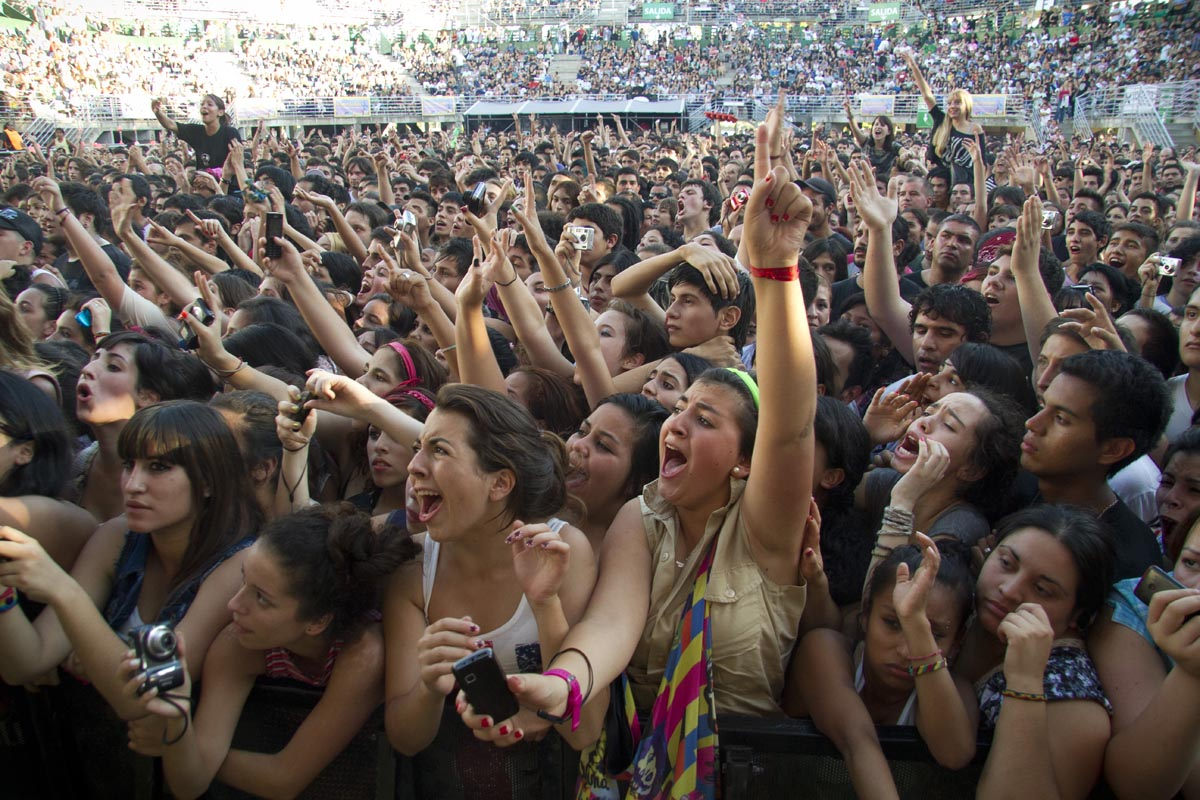
طرفداران یک کنسرت موسیقی در بوئنوس آیرس، آرژانتین

هوادار یا فن (مخفف واژه انگلیسی Fanatic به معنای متعصب) به شخصی گفته می‌شود که بر روی موضوع یا موضوعاتی خاص، دارای علاقه افراطی، شور و شیفتگی است. این واژه می‌تواند دارای معانی گسترده‌ای باشد اما عموماً از واژۀ طرفدار و حامی برای اشاره به علاقه‌مندان ورزش، هنر، علوم و سیاست استفاده می‌شود.

## نوع ها
- گیمر
- فن آرت
- اوتاکو